# Едвард Джордж Гібсон
Едвард Джордж Ґібсон (англ. Edward George Gibson; нар. 8 листопада 1936) — колишній астронавт НАСА, американський пілот, інженер і фізик. Здійснив один космічний політ як науковий співробітник на космічному кораблі «Скайлеб-4», 1974 року встановив рекорд перебування та роботи в космосі — 84 дні на орбітальній станції «Скайлеб», здійснив три виходи у відкритий космос.

## Професійна діяльність
Почав займатися науково-дослідницькою роботою в 1959 році, працюючи у лабораторії реактивного руху і фізики Каліфорнійського технологічного інституту. До зарахування в загін астронавтів НАСА був співробітником Лабораторії прикладних досліджень корпорації «ФІЛКОМ» («Philco») в Ньюпорт-Біч у штаті Каліфорнія.

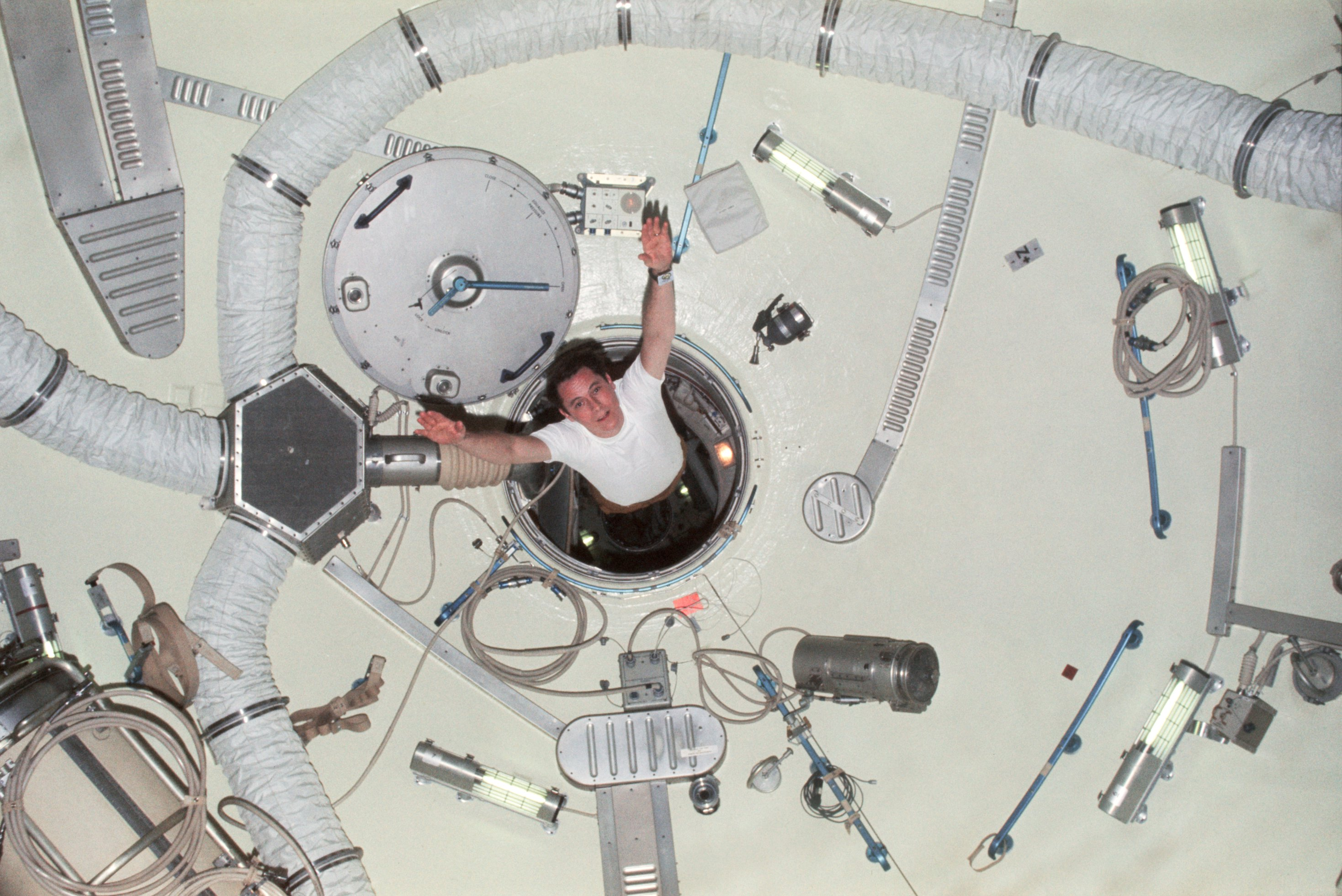
Ґібсон пропливає через шлюзовий люк модуля

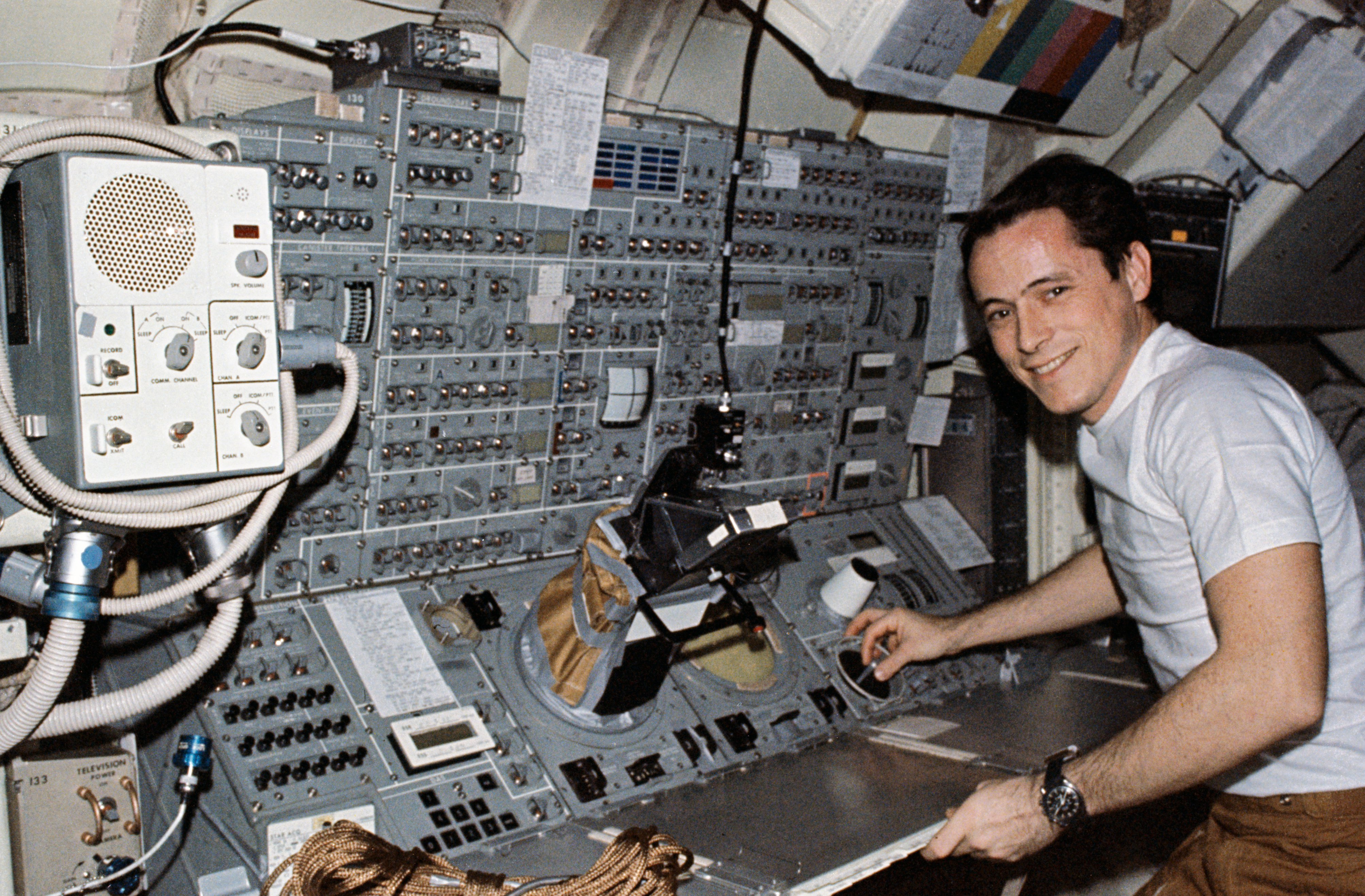
Ґібсон за пультом управління на Скайлебі

## Космічний політ
Скайлеб-4, з 16 листопада 1973 року по 8 лютого 1974 як командир екіпажу третьої експедиції на станцію Скайлеб. Протягом польоту виконав три виходи у відкритий космос: 22.11.1973 — тривалістю 6 годин 33 хвилини; 29.12.1973 — тривалістю 3 години 29 хвилин і 03.02.1974 — тривалістю 5 годин 19 хвилин. Загалом тривалість польоту склала 84 дні й 1 годину.
Крім величезної кількості отриманих протягом експедиції наукових матеріалів, цей екіпаж відзначився тим, що першим в історії космонавтики зустрів на орбіті Новий рік (в ніч з 31 грудня 1973 на 1 січня 1974).
Тривалість робіт у відкритому космосі — 15 годин 21 хвилину. Ґібсон пішов з загону астронавтів у червні 1977 року.

## Робота після НАСА
Покинувши НАСА в 1974 році, обійняв посаду старшого наукового співробітника «Aerospace Corporation» в Лос-Анджелесі, де, крім іншого, займався аналізом даних про сонячну активність, отриманих із станції «Скайлеб». У 1976—1977 роках працював науковим консультантом в Західній Німеччині, де взяв участь у створенні орбітальної лабораторії «Скайлеб». У березні 1977 року повернувся в НАСА, і до листопада 1980 року обіймав посаду керівника наукової підготовки кандидатів в астронавти. Після остаточного завершення роботи в НАСА кілька років працював в компанії «Booz, Allen and Hamilton, Inc.» У жовтні 1990 року заснував свою власну консалтингову компанію «Gibson International Corp».

## Джерело
- Офіційна біографія НАСА [Архівовано 23 листопада 2013 у Wayback Machine.](англ.)